# 朱连康
朱连康（？—），男，中华人民共和国政治人物，曾任天津市人民政府副市长，天津市政协副主席。